# Юткевич Сергій Йосипович
Сергій Йосипович Юткевич (рос. Сергей Иосифович Юткевич; нар. 15 (28) грудня 1904, Санкт-Петербург, Російська імперія — пом. 23 квітня 1985, Москва, Російська РФСР) — радянський кінорежисер, театральний режисер, художник, сценарист, актор, театральний педагог. Народний артист СРСР (1962). Лауреат Сталінської (1941, 1947) і Державної премій СРСР (1967, 1983).

## Життєпис
Вже підлітком був залучений до творчого життя, починав у ляльковому театрі. Брався за різні галузі і виступав то як актор, то як помічник режисера. Досить рано почав малювати і виробився в своєрідного художника. Рання театральна діяльність Сергія Юткевича пройшла на майданчиках Києва та Севастополя.
У 1921—1923 роках навчався у популярного тоді Всеволода Мейєрхольда, а потім на Фабриці ексцентричного актора. Навчався і в ВХУТЕМАСі. З 1928 року був призначений на посаду керівника Першої кіномайстерні на Ленфільмі, де працював 10 років.
Був одружений. Дружина — балерина Олена Ільющенко (1904—1987), котра працювала танцівницею у Великому театрі (Большой театр) майже сорок років.

### Кінорежисер
Серед перших кінострічок — фільм «Людина з рушницею». У зв'язку з офіційно розпочатим культом В. Леніна, до створення біографічних кінострічок вождя був залучений і С. Юткевич.
У 1938—1944 роках був художнім керівником студії «Союздетфільм», але не поривав з практикою викладача та з мистецтвознавством. З 1939 року отримав професорське звання. Як викладач режисури працював у ВГІКу до 1960-х рр. В повоєнні роки створив близько тридцяти вистав на сценах Ленінграда та Москви. Серед його робіт — «Баня», «Клоп», «Кар'єра Артуро Уі». П'ять років 1960—1965 Сергій Юткевич був головним режисером Студентського театра Московського Державного університету.

### Художник
Режисерська, громадська, викладацька діяльність Сергія Юткевича абсолютно затьмарили його діяльність і творчість як художника. Його театральне і акторське життя розпочалося в 1917 році. В роки громадянської війни він працював і як актор, і як помічник режисера, і як художник. Тобто, його художня практика передувала практиці театрального і кінорежисера. На творчу манеру митця сильно вплинули раннє знайомство з ляльковим театром, з цирковим мистецтвом, з умовним мистецтвом балагана, клоунади і модерністським відтворенням цього світу на площині паперу. Звідси графічна площинність малюнків, чорно-біла манера, зіставлення різних масштабів в одній композиції, незграбність, кубізм в фігурах і включення в малюнки написів, як на циркових афішах. Все це використовував і художник Аннєнков Юрій Павлович (1889—1974).
Незважаючи на умовність зображень у Сергія Юткевича була здатність створювати портретні зображення. Серед його малюнків — портретні зображення Чарлі Чапліна, Сергія Ейзенштейна, клоун Серж (А. Александров), куплетист Сатов, актор Сендеров, теж виконані в умовно-графічній манері. Серед малюнків чимало замальовок до театральних постановок тогочасного репертуару («Добре ставлення до коней», «Зовнішньоторг на Ейфелевій вежі»), ескізи до танців (ескіз акробатичного танцю на музику Скрябіна), малюнки циркових номерів («Акробатичне танго», «Французька боротьба»).
Графічні малюнки Сергія Юткевича розподілені на серії, серед яких серія «Цирк», серія «Город» тощо.
Модерністський характер картин не відповідав характеру сталого радянського мистецтва доби сталінського режиму чи доби кризи радянської влади. Тому їх бачила відносно мала кількість радянських глядачів.

## Фільмографія (російською)
1. 1925 — «Даєш радіо!» (короткометражний, разом із С. Грюнбергом)
2. 1928 — «Кружева»
3. 1929 — «Чёрный парус»
4. 1931 — «Золоті гори»
5. 1932 — «Встречный» (разом із Ф. Ермлером)
6. 1937 — «Шахтарі»
7. 1937 — «Как будет голосовать избиратель» (короткометражний)
8. 1938 — «Людина з рушницею»
9. 1940 — «Яків Свердлов»
10. 1941 — «Новые рассказы бравого солдата Швейка» (короткометражний)
11. 1941 — «Эликсир бодрости» (короткометражний)
12. 1941 — «Біла ворона» (короткометражний)
13. 1942 — «Швейк готується до бою»
14. 1943 — «Нові пригоди Швейка»
15. 1945 — «Здрастуй, Москва!»
16. 1947 — «Світло над Росією»
17. 1948 — «Три зустрічі» (разом із В. Пудовкіним та А. Птушко)
18. 1951 — «Пржевальський»
19. 1955 — «Отелло»
20. 1957 — «Розповіді про Леніна»
21. 1966 — «Ленін в Польщі»
22. 1968 — «Бежин луг» (фотофільм, разом із Н. Клейманом)
23. 1969 — «Сюжет для невеликого оповідання»
24. 1975 — «Маяковський сміється»
25. 1981 — «Ленін в Парижі»